# Panslavizam
Panslavizam (panslavenski pokret) bio je oblik pan-pokreta. Pojavio se početkom 19. stoljeća kao romantični nacionalizam. Cilj mu je bio kulturno, vjersko i političko jedinstvo svih Slavena u Europi. 
Politička je i kulturna ideja i pokret, koji je težio ujedinjavaju svih slavenskih naroda, polazeći od pretpostavke da oni tvore jednu etničku cjelinu. Među prvim zagovornicima ideje panslavizma bio je su Hrvati Vinko Pribojević i Aleksandar Komulović početkom 16. stoljeća, potom Mavro Orbini (autor djela Kraljevstvo Slavena/Il Regno degli Slavi objavljenog 1601. godine) i Juraj Križanić u 17. stoljeću. On je predložio osnivanje velike slavenske države s ruskim carem na čelu. Ideja nastala u Hrvatskoj i pod utjecajem europske misli renesanse imala je značajni utjecaj na poimanje Slavena o sebi samima; znatno kasnije će biti prihvaćena od strane vladajućih slojeva Ruskog Carstva, koje su u drugoj polovini 19. stoljeća sagledavali mogućnost da Rusija ostvari ujedinjenje slavenskih zemalja, na način kao što je Pruska sebe promovirala u ujedinitelja njemačkih država.

## Ciljevi
Panslavizam je u 19. stoljeću došao pod utjecaj ideja romantizma koji je, za razliku od ranijeg prosvjetiteljstva i racionalizma, izjednačavao političko jedinstvo i suverenost s rasnom homogenošću. 
U Pragu je 1848. održan I. sveslavenski kongres. U prvo vrijeme ruski carizam bio je nesklon panslavizmu, ali ga je poslije pokušao iskoristiti za širenje svojeg utjecaja. Jedna od varijanti panslavizma jest i ideja jugoslavenstva, koju je spremno prihvatio i iskoristio velikosrpski pokret za nametanje svoje hegemonije kao integralno jugoslavenstvo. 
Ciljevi panslavista kretali su se u rasponu od stvaranja homogene slavenske države do labave konfederacije ili samo kulturne razmjene. Pitanje granica slavenskog carstva, s Rusijom ili bez nje, izazivalo je brojne rasprave. 
Vodeća uloga Pruske u Njemačkom Carstvu od 1871. nalazi pandan u težnji Rusije da bude predvodnicom svih slavenskih naroda, odnosno ambiciji Srbije da preuzme dominantnu ulogu među Južnim Slavenima.
Velike europske sile su na Berlinskom kongresu 1878. godine zauzele zajednički stav za ograničavanje utjecaja Rusije na slavenske narode.
Panslavenski pokreti 20. stoljeća pogodovali su nastanku Čehoslovačke i Kraljevine Jugoslavije. Ideju panslavizma pokušao je iskoristiti i vođa SSSR-a Staljin sazivajući Sveslavenski kongres u Moskvi 1944. Od raspada svih spomenutih država, panslavizam se smatra politički neuspjelim.